# Elaphoglossum curvans
Elaphoglossum curvans är en träjonväxtart som först beskrevs av Kze., och fick sitt nu gällande namn av A. Rojas. Elaphoglossum curvans ingår i släktet Elaphoglossum och familjen Dryopteridaceae. Inga underarter finns listade.